# 十八梯
十八梯是位于重庆市5个传统风貌街区中的一个传统风貌区，位于渝中区南部，也指十八梯道路本身，位于传统风貌街区内。
十八梯传统风貌区北临较场口中兴路，南临解放西路，总面积18.88万平方米（包括核心保护区3.89万平方米、建设控制区7.17万平方米、风貌协调区7.82万平方米），建筑面积约16.1万平方米，包含A-E五个地块，共设传统文化体验区（A、B）、国潮文创体验区（C）、国际交流中心（D）、生活方式中心（E）四大功能区和南北风貌景观带、东西旅游拓展带两个景观带，ABC区于2021年9月30日向公众开放。
十八梯道路本身为一段长约400米的200多级青石阶梯，南北连接重庆的上半城较场口和下半城区。

## 历史沿革

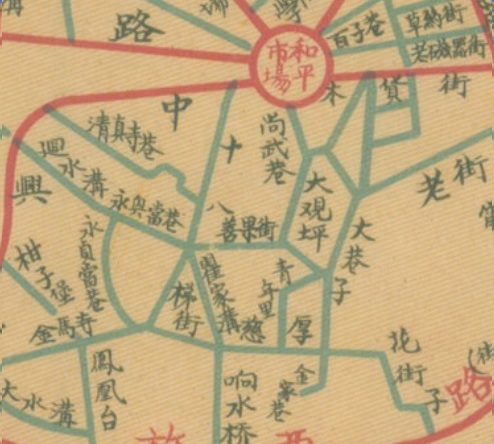
旧时十八梯地图

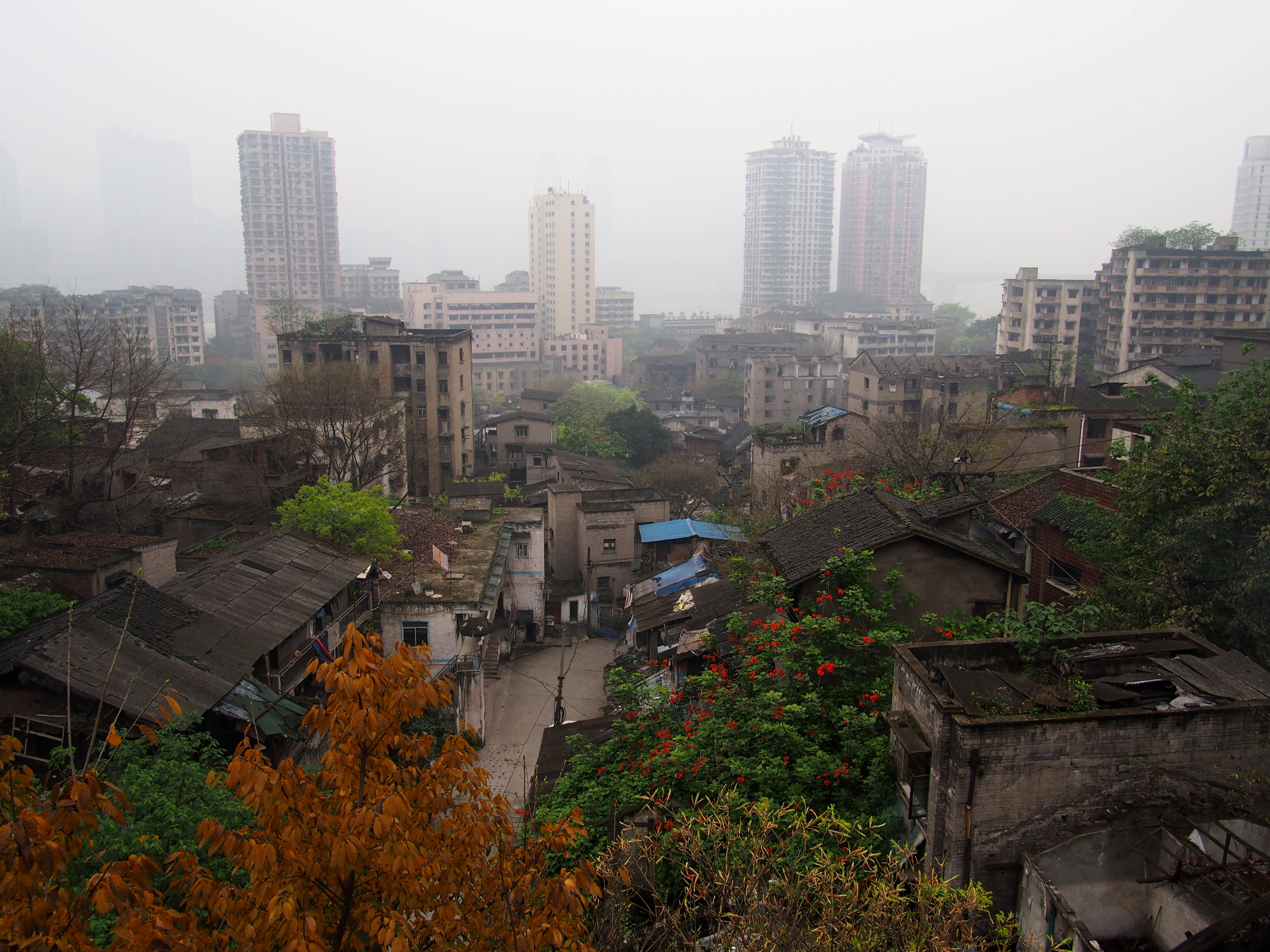
2015年4月从观音岩俯瞰十八梯

公元前316年秦滅巴蜀之戰，秦軍在渝中半岛修筑江州城，十八梯地区因位于渝中半岛沿江台地，取水便利，成为了重庆最早的居民生活聚居区之一。
三国时期李严于公元226年、南宋彭大雅于1240年在重庆大规模筑城后，重庆母城城池向西和北拓展至较场坝（今较场口）、臨江門一带，位于较场口下方的十八梯地区人群聚落进一步形成。
1189年，南宋宋光宗赵惇设总镇官署及守备军营于重庆城中半山之处，镇守长江三岸，为方便操演军事，修建石梯官道与校场坝相连，形成了最早的十八梯。
1371年，明代戴鼎修筑九开八闭的17座重庆城门，十八梯正处于南纪门、金紫门、储奇门一带；此时重庆母城基本覆盖渝中半岛，由于华蓥山余脉切割，重庆城区上下落差达数十米，将城区分割为上下半城。明清时期，重庆作为入川门户，水陆交通便捷，入川贸易多于此停留中转，此时因为下半城地形较为平坦，重庆主要商业用地和政治中心均位于下半城沿长江一带，致使重庆下半城至朝天门一带十分繁华；而十八梯至上半城一带为教育、文化、园林片区，相对偏僻，当时十八梯一带设有总镇署（十八梯下紫金门内）、右营署（总镇署附近）、守备署等机构，军队教场亦设立在附近（今复旦中学的大门位置），十八梯属于军事区；除军事设施外，十八梯附近亦设有药材行帮市场、清真寺、马王庙等公共场所，交通便利，市井繁华，并逐步成为重庆母城商贸集散地和人员居住地。随着商贸和人口激增，上半城也开始发展，十八梯更成为连接上下半城的主要通道。
1891年，重庆开埠，人口激增，十八梯作为了重庆连接上下半城最重要的地区；此时重庆开始扩城与改变市内基础设施，重庆市第一任市长潘文华大建道路。中华民国的抗日战争时期，原设于领事巷12号的法国总领事馆遭日机炸毁后，领事馆曾迁设于十八梯凤凰台35号；刘鸿生曾在十八梯附近解放西路158号创办中国火柴原料厂，见证中国近代民族资本发展史中同业合并的代表和重庆近代工业发展；1932年，刘湘以四川善后督办名义在十八梯善果巷搭建设立了中国西部最早的无线广播电台；1930年5月5日，中共地下党四川省委书记刘愿庵曾于厚慈街39号秘密据点进行会议被捕；抗战时期，重庆修筑了连接上下半城的中兴路、凯旋路等公路，修好后，十八梯不再成为最主要连接通道。二十世纪九十年代，进城务工人员聚集在储奇门一带等待劳务工作，逐渐规模增大，人数变多，南纪门附近建立劳务市场，大量外来人员入住十八梯片区，加之此地房屋街道等设施过旧，十八梯开始显得杂乱。而改革开放后，重庆核心商业区转移至解放碑附近，十八梯再次成为了背街小巷。
2009年4月14日，十八梯瞿家沟片区突发大火，至少有20-30户民房被烧毁。2010年起，十八梯地区作为重庆改造规模最大的棚户区之一开始进行保护和改造，2017年改造工程开始施工，2021年9月30日重新对公众开放。2021年1月，十八梯列入“重庆第一批历史地名保护名录”。

## 保护改造

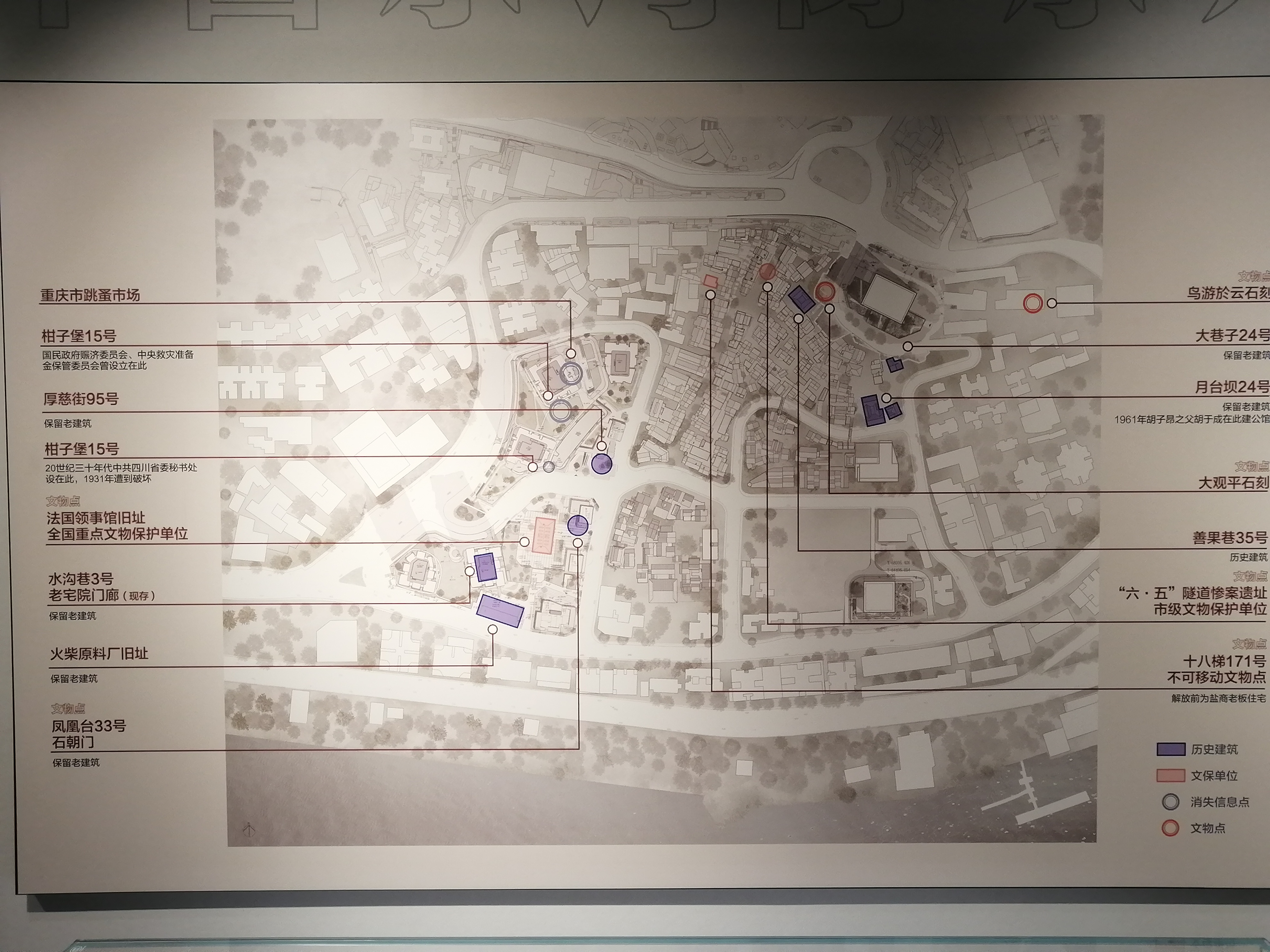
十八梯改造图及保护的文物单位

### 保护规划
十八梯传统风貌区由渝中区委托华东建筑设计院编制实施方案，保留和恢复了原有街巷格局和街巷名称，突出了山城民居风貌，展现了传统巴渝文化、抗战陪都文化等特色。依据2017年重庆市规划局网站《放碑商圈环境综合品质提升城市设计方案》《渝中区下半城旅游线路及配套设施城市设计方案》《渝中区朝天门片区品质提升城市设计方案》，十八梯保护改造包含286处建（构）筑物，其中包括1处中国全国重点文物保护单位（法国领事馆旧址）、1处重庆市市级文物保护单位（“六·五”隧道惨案遗址）以及2处文物点、11处优秀历史建筑和52处传统风貌建筑。

### 改造历程

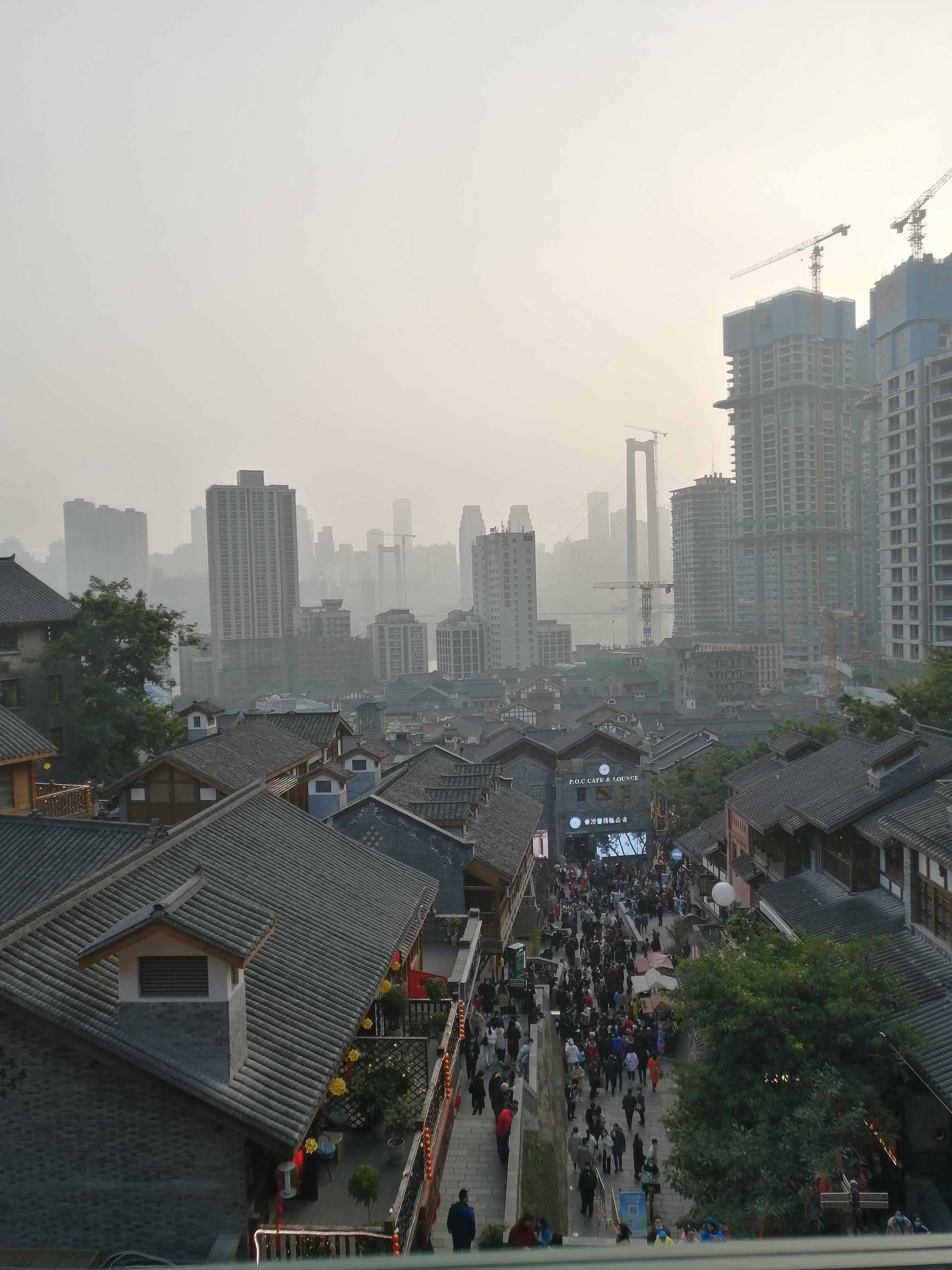
2022年1月从观音岩俯瞰十八梯

2008年，十八梯危旧房片区改造前期工作开始进行。2010年，随渝中区老城拆迁改造，十八梯于6月7日起启动危旧房改造民意调查；6月19、20日，涉改造的7000余户居民家庭就是否愿意危旧房改造进行投票，这是重庆市首次就拆迁问题进行群众投票，最终96.1%的住户同意搬迁，渝中区于10月开始招标建设6638户十八梯危旧房改造片区拆迁安置房。2015年5月17日，重庆市规划委员会第四次会议暨市历史文化名城保护委员会第一次会议召开，将十八梯传统风貌区划定为重庆市28个传统风貌区之一。2016年，十八梯保护实施方案及交通组织方通过专家评审，整体控规修改基本完成；10月，十八梯核心保护区拍卖，杭州新天地获得十八梯商业地块，11月，十八梯风貌协调区拍卖，马来西亚的丰隆集团获得此地块。2017年5月，十八梯传统风貌区项目正式开工。改造过程中，十八梯老阶梯和其旁古树基本保留，已毁的于右任故居、盐帮大厦等也进行了复原。2021年9月30日，十八梯传统风貌区正式对外开放。

### 保护改造荣誉
- 中国“RICS AwardsChina城市更新优秀案例”[26]
- 中国“2021年度产城融合（场景营城）创新案例”[27]

## 七街六巷十八景

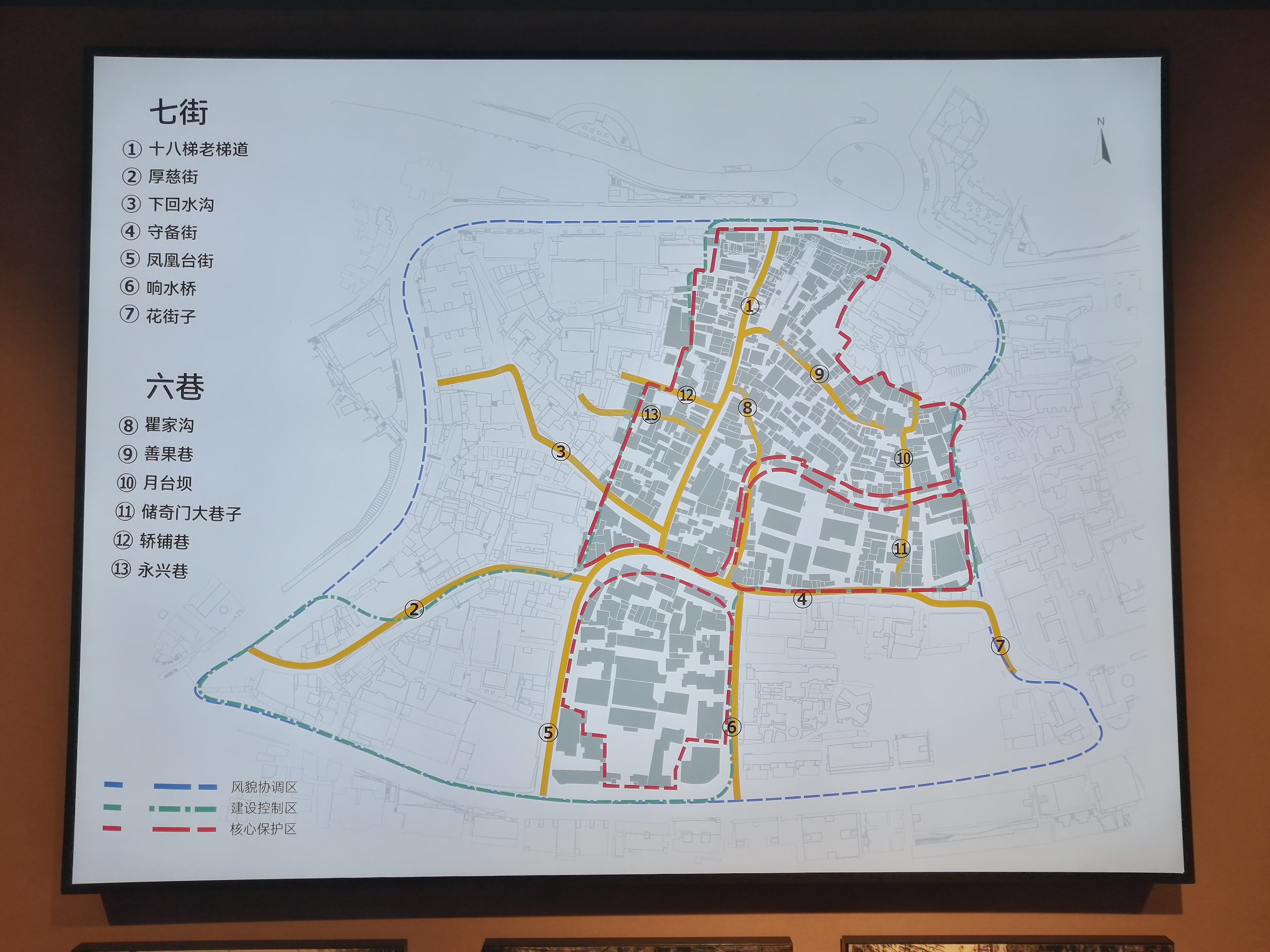
原十八梯布局图

十八梯传统风貌区改造保留了原七街六巷十八景，其中七街六巷基本遵照原十八梯布局。

### 七街
- 十八梯：一说南宋后期十八梯设官道，旁有古井，甘甜至极，成为附近居民的饮用水源，相传水井的位置至十八梯刚好十八级石梯，故名[29]；古井位于原十八梯160号附近，后干涸废弃，后因修筑公路，水井被填[9]。另一说是明清时期此处200多级阶梯共被分为十八段，故名[4]。
- 厚慈街：厚慈街原名“好吃街”，后以街内有一用于防火的浩大水池更名“浩池街”，后与金马寺街、双桅子、泰乾街等其他小巷合并，改谐音名“厚慈街”。[9][30]
- 下回水沟：民国初年此处有一长巷子，起皱有一条排水沟，又因修建中兴路而将回水沟分为两段，此段为下段，故名[31]，上方亦有上回水沟[32]。
- 守备街：此地曾是清代武官右营守备驻地，故名。据《巴县志》，旧时此地建有旗纛庙，名旗纛街，清代改为守备街，1972年将青年里并入此街。[33]
- 凤凰台街：向楚《巴县·古》记载说“在南纪门内右营署前，昔传有凤凰鸣其上”，后有凤凰池，故名。[30]
- 响水桥：旧时重庆府城八桥之一，桥下流水作响，故名。[28]
- 花街子：清代和民国时期，此地因临近水运码头，商业繁荣，伴生的娱乐业发达，酒肆、勾栏、青楼较多，故名。1968年花街子改名红星路，1972年将花街子巷并入此街。[34]

### 六巷
- 瞿家沟：重庆古城的排水系统水沟的其中一段，由姓氏得名。[5]
- 善果巷：原名太善坊，《巴县志》记载，旧此地居民信佛教，自发筹钱捐油点灯，每晚点夜灯方便行人，后改名为善果巷。[28]
- 月台坝：1916年，胡子昂之父胡于成在此建公馆，门前修有半圆形地坝，酷似弯月，故名。[30]
- 储奇门大巷子：得名于抗战时期，原名“大巷子”；1972年因邻近储奇门且属储奇门街道管辖，被更名为储奇门大巷子。[5]
- 轿铺巷：因地形原因和出行需要，旧时重庆产生了轿子、滑竿等职业，其中在此巷巷口有开设专营轿子的店铺，故名。[4]
- 永兴巷：陕西商人吴寿庭、贺华清于1919年在此创立永兴当铺，在重庆知名度较高，此巷因此得名，民国初期此巷也被称为永兴当巷。[5]

### 十八景

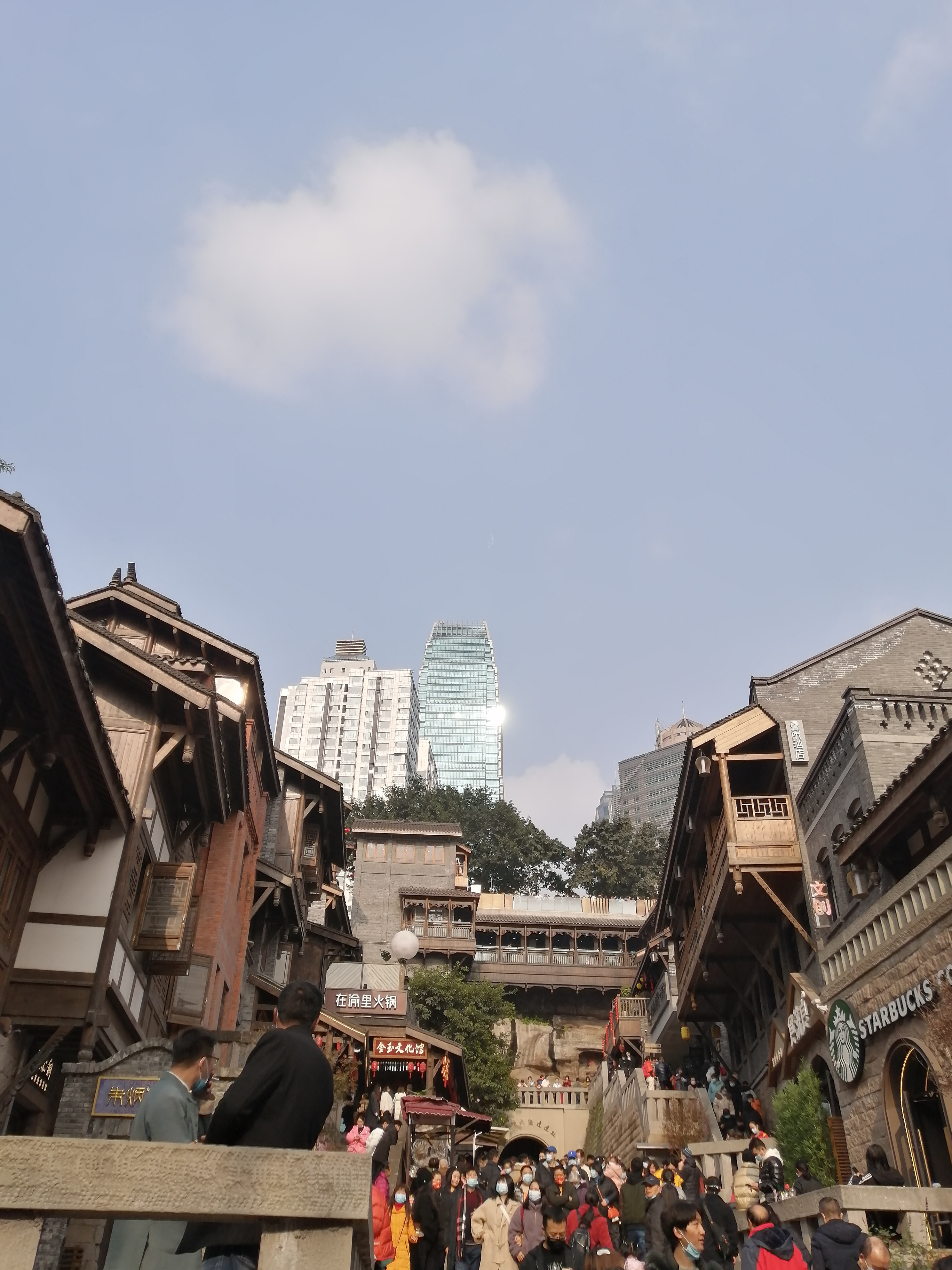
十八梯古井广场看向观音岩

- 自然风貌：花街鸟语（花街子）、黄葛挂月（月台坝）[28]
- 艺术景观：较场揽胜（较场口观景台，位于观音岩上方）、古井春风（古井广场）、佛崖夕照（善果巷左侧崖壁菩萨像）、轿铺风云（轿铺巷）、金紫灵石（金紫门旧址）、善果夜灯（善果巷）、幸运黑板（原为一块用于十八梯街区信息公告的约2平方米的L型黑板，现为古井广场大屏幕）[28]
- 历史展陈：于公挥毫（响水桥5号于右任先生旧居）、大轰炸遗址（十八梯大隧道遗址）、山城记忆馆[註 2][28]
- 特色运营：大巷听更、响水茶香、火锅溯源、禅堂祈福（旧时十八梯下侧观音殿）、凤台琴音（凤凰台街）、巴渝人家（善果巷35的开埠时期风格建筑，为旧时重庆一户五世同堂的四合院民居院落）[28]

### 其它街巷和地名
除上述七街六巷外，现时十八梯片区亦有清真寺巷、永贞巷、版板桥、柑子堡、黄土坡、储奇门小巷子、水沟巷等街巷。
《重庆府治全图》《增广重庆地舆全图》中十八梯片区在旧时有下十八梯（今十八梯）、三土大沟、大长五间、小长五间、下柑子坝、门正街、全节堂、韩府街、在海井、滥曹门、熊尾石、望乡台等名，现时已不存在。

## 十八梯大隧道遗址

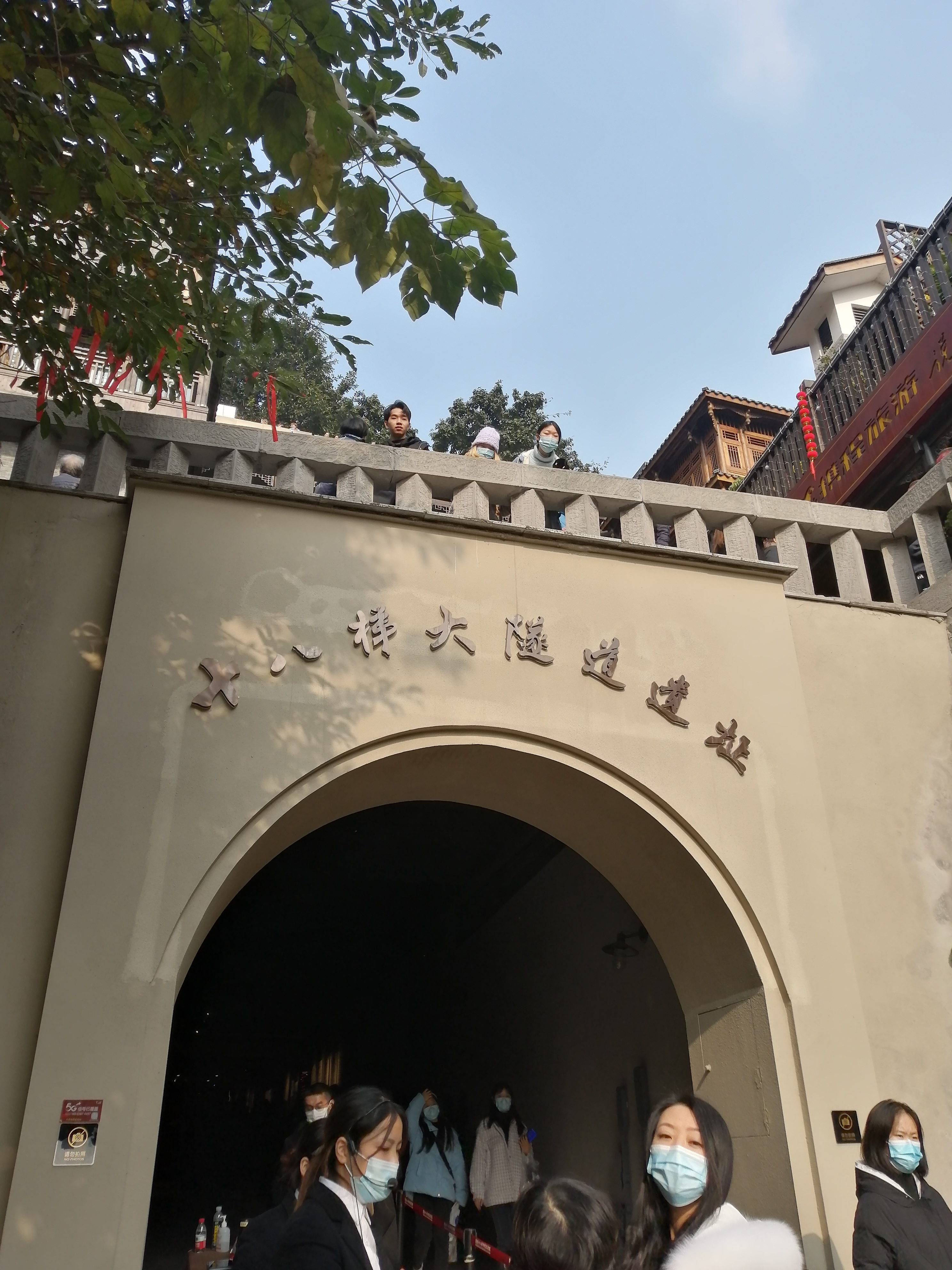
十八梯大隧道遗址

十八梯大隧道遗址位于十八梯传统风貌区北侧岩壁下，抗日战争时期，重庆修建公私防空洞，十八梯防空洞属于重庆大隧道一部分，是重庆当时的较大的防空洞之一，地深10米，长2千米，有3个出口，高2米，但没有进水、通风、防火、防毒设施。1941年6月5日，在重庆大轰炸中，日机持续五小时多轰炸重庆城区，十八梯、演武厅和石灰市防空洞隧道发生了避难者窒息践踏伤亡惨案，遇难者约2500人。
现时，十八梯大隧道遗址经修缮后重新对外开放，其中对重庆修筑防空洞的历史进行了详细介绍，遗址内亦保留了一段原有未改造防空洞供游客了解防空洞原样。

## 十八梯山城记忆馆
十八梯山城记忆馆位于十八梯主梯西侧，于2021年9月29日开馆，由十八梯原有老建筑改扩建而成，共4层，陈列了大量老重庆珍贵书籍、影像和视频资料，并利用无线中央集中控制、沉浸式3D投影、大屏拼接、梦幻星空等多媒体数字技术对文本、图形、图像、声音、动画、视频等多种信息进行了处理呈现，将旧时山城记忆重新呈现。

## 区域行政区划
十八梯隶属重庆市渝中区南纪门街道十八梯社区居民委员会管辖，十八梯居民委员会1954年街道办事处，居民委员会为8、9段居民委员会。1996年以地名冠居民委员会名称，为十八梯居民委员会。1998年第一次社区规模调整，更名为十八梯社区居民委员会。2001年第二次社区规模调整时将柑子堡社区、中兴路社区部分并入 。2015年3月将响水桥社区并入。

## 交通设施
十八梯传统风貌区设解放南路、响水桥、守备街、花街子、较场口、中兴路6个出入口，并通过具有独特巴渝风情的步行系统连接长滨路滨江公园。其中较场口出入口与重庆轨道交通1、2号线换乘站较场口站3、11出口相连，十八梯主梯上端亦设置了轨道专用出口方便游客进入风貌区。风貌区除自有车库约5000多个车位外，亦通过解放碑地下环道联通了解放碑、十八梯等片区约20000个地下停车位。
此外，在建的重庆轨道交通18号线设置了十八梯站。

## 相关影视作品和艺人
- 汉语电影《从你的全世界路过》主要取景地（2016）
- 法国纪录片《告别十八梯（Derniers jours à Shibati）》（2017）
- 新加坡歌手林俊杰回应粉丝曾专程飞往十八梯与其合影[40]